# Alfa Romeo 800
Alfa Romeo 800 — многотонный грузовик, производимый итальянской автомобильной компанией Alfa Romeo в 1940—1947 годах. Сначала была выпущена военная версия грузовика 800RE, а только после этого гражданская версия модели. Военная версия использовалась только в Итальянской Армии («Regio Esercito») в основном в Северной Африке, России и оккупированной Франции. 800-й оснащался 8,7-литровым дизельным двигателем с инжектором, который мог развивать скорость 50 км/ч (31 миль/ч). Модель также оснащалась газовой установкой или бензиновым двигателем. Прототип грузовика-тягача CSEM 800RE (Centro Studi ed Esperienze della Motorizzazione — Организация развития и подбора транспорта Итальянской Армии) также выпускался для Вооруженных Сил Италии.
Alfa Romeo 800 была заменена на 900.